# Стивън Джоунс
Стивън Джоунс (на английски: Steven Earl Jones) е американски физик.
Известен е с работите си над мюонната катализа, известна преди това с името студен термоядрен синтез. В последните години е известен най-вече с книгите и филмите си, свързани с теориите за управляемо срутване на Кулите близнаци в Ню Йорк. Поради противоречията, възникнали около тези изследвания, Стивън Джонс е освободен от длъжност и принуден рано да се пенсионира от Университета Бригам Янг в Проувоу, щ. Юта. Работил е и в Университета Корнел.
Получава бакалавърска степен през 1973 година, а докторска през 1978 година. Неговите интереси включват археометрия и слънчева енергия.